# Autostrada A8 (Portugalia)
Autostrada A8 (port. Autoestrada A8, Autoestrada do Douro) – autostrada w środkowej Portugalii. Biegnie z Lizbony przez Torres Vedras, Caldas da Rainha i Marinha Grande do Leirii. Przejazd autostradą jest płatny. Koncesjonariuszem zarządzającym autostradą jest Autoestradas do Atlantico.

## Historia budowy
| Odcinek                                     | Otwarcie              | km   |
| ------------------------------------------- | --------------------- | ---- |
| - Frielas                                   | otwarcie (1984)       | 4,3  |
| Frielas - Malveira ( )                      | otwarcie (12-09-1991) | 14,8 |
| Malveira ( ) - Torres Vedras (sul)          | otwarcie (29-04-1996) | 17,3 |
| Torres Vedras (sul) - Torres Vedras (norte) | otwarcie (15-07-1995) | 5,9  |
| Torres Vedras (norte) - Bombarral (sul)     | otwarcie (29-08-1997) | 20,1 |
| Bombarral (sul) - Bombarral (norte)         | otwarcie (1993)       | 3,6  |
| Bombarral (sul) - Tornada                   | otwarcie (1995)       | 16,3 |
| Tornada - Marinha Grande (este)             | otwarcie (09-10-2001) | 42,3 |
| Marinha Grande (este) - Leiria (sul)        | otwarcie (28-03-2002) | 4,4  |
| Leiria (sul) - Leiria (nascente)            | otwarcie (16-11-2011) | 6,5  |